# 菲爾巴赫河 (伊茨河支流)
50°13′10″N 10°58′56″E / 50.21944°N 10.98222°E

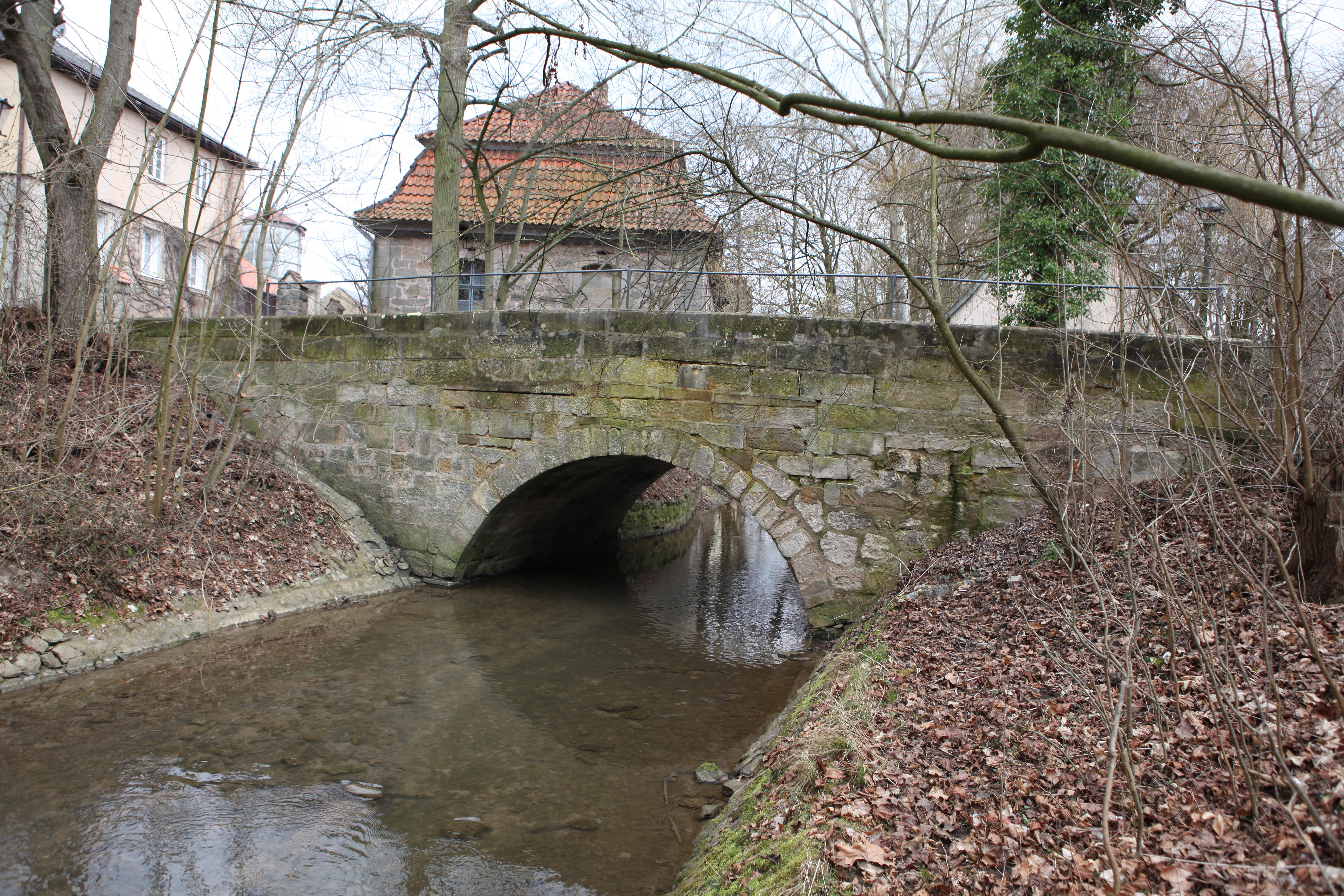

菲爾巴赫河是德國的河流，位於該國東南部，由巴伐利亞負責管轄，屬於伊茨河的左支流，河道全長9.9公里，發源自科堡附近埃伯斯多夫東北面，河口處在下菲爾巴赫附近。